# Mara Salles
Mara Salles é uma pesquisadora e chef de cozinha brasileira. É proprietária do Tordesilhas, um dos mais tradicionais restaurantes de São Paulo.

## Biografia
Mara Salles Simon nasceu em Penapólis, passando a infância em uma fazenda de 170 alqueires, entre Penapólis e Promissão, experiência que marcou profundamente seu estilo de cozinha. É filha de Adriano Salles e Encarnação Simon Garcia Salles, presença constante na vida de Mara. Sobre sua mãe, afirmou: “Dona Dega nunca soube o que é mirepoix, nunca ouviu falar em fundos nem em sabor umami, e, se sua abobrinha fosse cortada em julienne, o sabor seria anos-luz inferior àquela batidinha com a faca tosca e sem uniformidade no corte".
Emigrou junto com a família para São Paulo, depois da falência do pai. A mãe vendia marmitas para ajudar na renda familiar. Nesse meio tempo estudou Turismo no Centro Universitário Ibero-Americano. Trabalhou inicialmente como secretária executiva no Banco Itaú, decidindo abrir mão de tudo para atuar como cozinheira. Seu primeiro restaurante foi Roça Nova, aberto em Perdizes, São Paulo, em 1986.
O Tordesilhas, seu principal restaurante, foi fundado em 1990. Atualmente está localizado na Alameda Tietê, 489, Jardins. Originalmente ocupava um endereço na rua Ouro Branco, Jardins, no térreo de um hotel, passando depois, em 1999, para um casarão na Consolação. É famoso pela sua moqueca, o barreado e o arroz com feijão, com os quais ela inventou o risoto mulato junto de costela de ripa. Prezando sempre por produtos orgânicos e da estação.
É professora, desde 2000, do Curso Superior de Gastronomia da Universidade Anhembi-Morumbi, tendo criado, na instituição, o primeiro módulo de cozinha brasileira para estudantes de gastronomia. Também atuou como professora na Escola Wilma Kövesi de Cozinha.
É casada com Ivo Ribeiro.

## Prêmios e honrarias
Foi a personalidade gastronômica em 2018, pela VEJA SÃO PAULO COMER & BEBER. Recebeu em 2012 o Prêmio Jabuti de Gastronômia pela sua obra Ambiências.

## Obras
- Ambiências: histórias e receitas do Brasil. DBA, 2011.[5]